# Arsames II
Arsames II fue rey de Sofene, una provincia del Imperio romano y del antiguo Reino de Armenia, entre 230 y 220 a. C.. Arsames II, hijo de Arsames I, ofreció asilo a Antíoco Hierax. En la genealogía de los Orontida hay un salto de una generación entre el rey Mitrídates I de Comagene y su esposa, la princesa seléucida Laodice VII Thea. Para arreglar esta discrepancia algunos historiadores sugirieron que habría sido sucedido por un homónimo, supuestamente un hijo, que sería Arsames II. El historiador ruso-georgiano Cyrille Toumanoff, por su parte, consideraba la figura de Arsames II era la misma persona que Arsames I.[cita requerida]